# Dumaguete

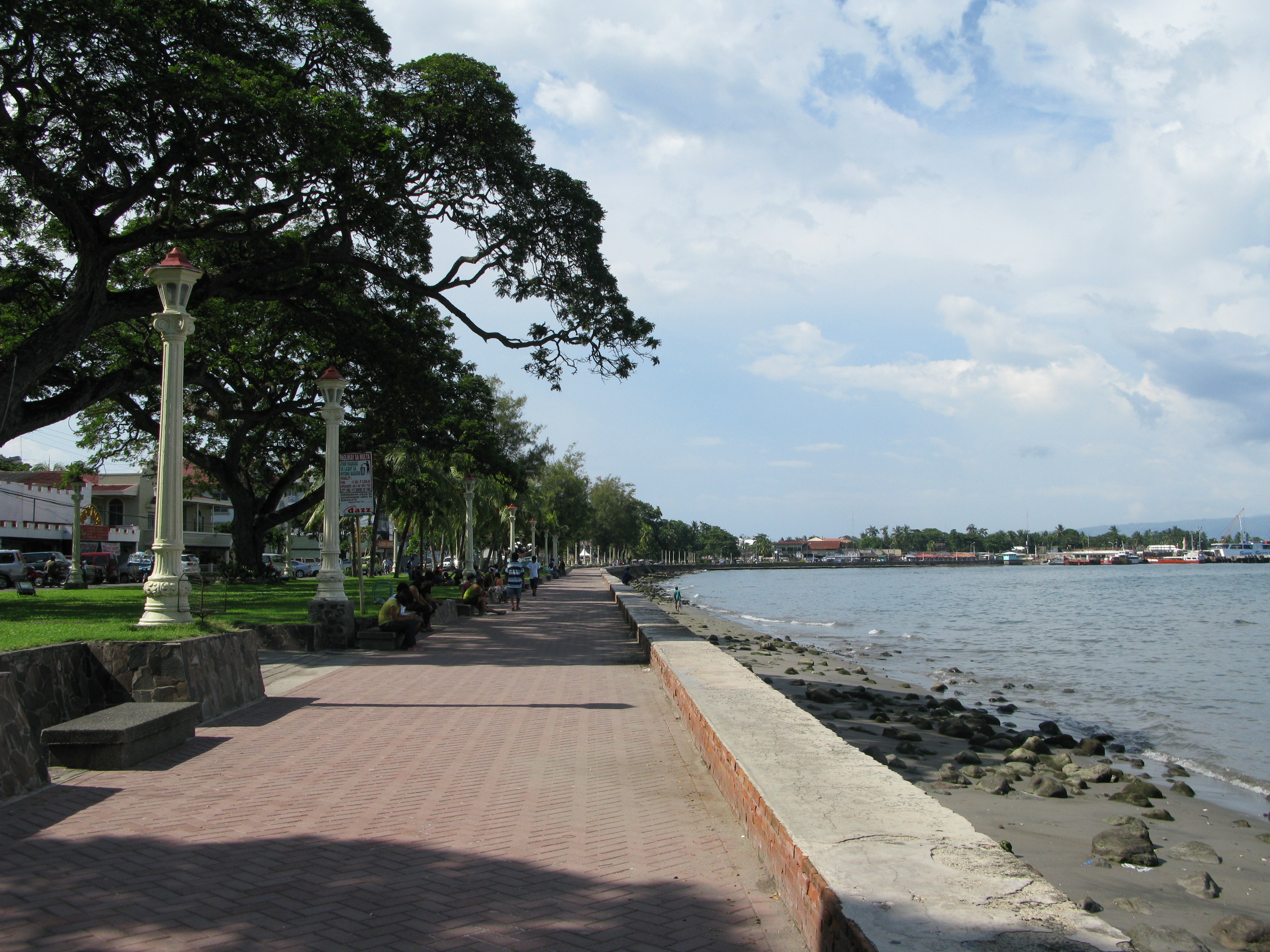
El passeig al llarg del Boulevard de Rizal, davant de l'estret de Tañon

Dumaguete és una ciutat de les Filipines, capital de la província de Negros Oriental. És també el principal port i la ciutat més gran de la província, amb una població de 116.392 habitants, segons el cens de 2007.
Dumaguete és coneguda per ser una ciutat universitària, gràcies a la presència de quatre universitats i un nombre d'altres instituts on estudiants de Negros Oriental i també d'altres províncies veïnes s'inscriuen per a l'educació terciària. La Universitat de Silliman és la més coneguda, per ser la primera universitat protestant i la primera universitat privada americana a l'Àsia. També hi ha 12 escoles primàries i 9 escoles secundàries. S'estima que la població universitària de la ciutat és d'uns 30.000 estudiants.
La ciutat atrau a un nombre considerable de turistes estrangers, especialment europeus, a causa de l'accés fàcil de transbordadors des de la ciutat de Cebu, l'existència de ressorts costaners i llocs de busseig, i l'atracció de dofins i balenes a la ciutat de Bais.
La ciutat té un aeroport domèstic amb vols diaris de les companyies Cebu Pacific i Philippine Airlines que enllacen Dumaguete amb Manila i Cebu.
La font d'energia de la ciutat prové de la planta geotèrmica a Palinpinon, al municipi de Valencia. La ciutat compta amb una xarxa de fibra òptica i és un node de telecomunicacions. És el punt d'aterratge per als cables de fibra òptica que uneixen Manila i les ciutats al sud de Luzon amb les grans ciutats al sud de les Filipines.

## Divisió administrativa

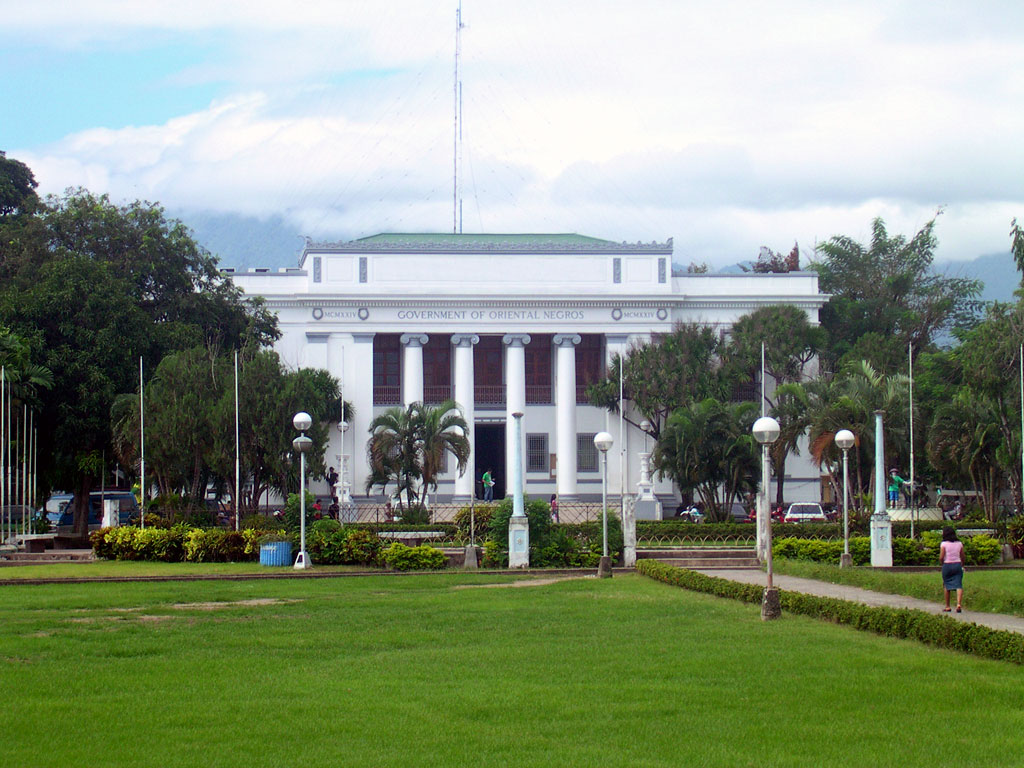
Seu del govern provincial (Provincial Capitol) de Negros Oriental

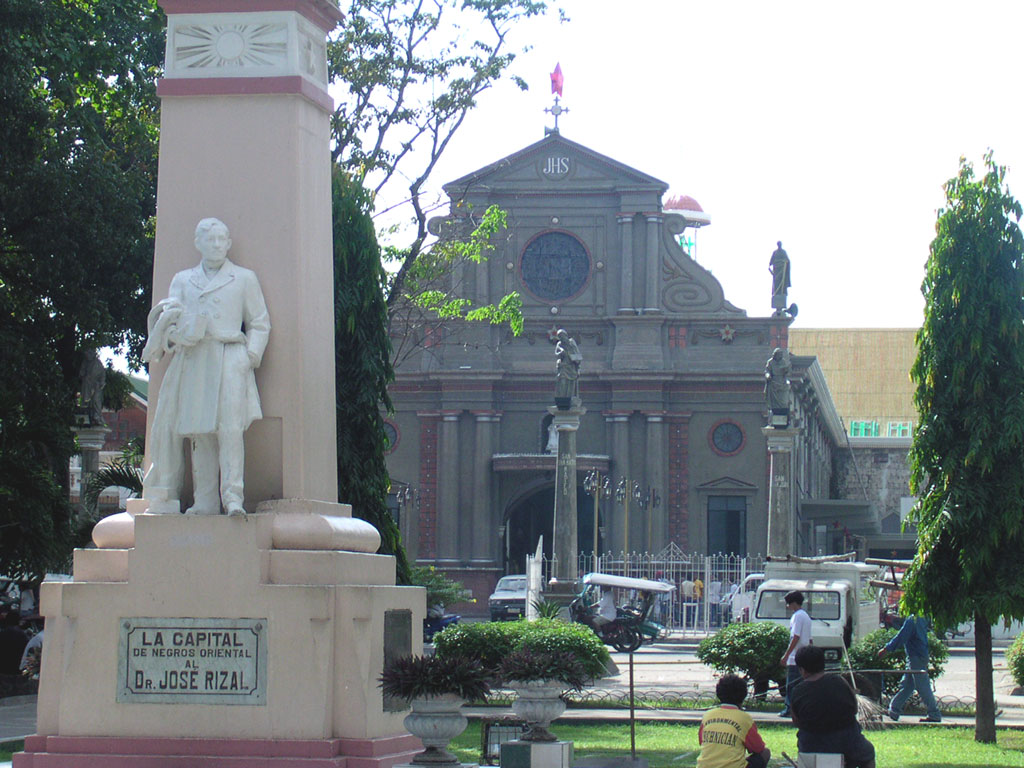
Catedral de Santa Caterina d'Alexandria i monument a José Rizal al Quezon Park

Dumaguete està dividida administrativament en 30 barangays, tots classificats com a urbans. Els vuit barangays de la zona central de la ciutat estan designats amb un nombre.
| - Bagacay - Bajumpandan - Balugo - Banilad - Bantayan - Batinguel - Bunao - Cadawinonan - Calindagan - Camanjac | - Candau-ay - Cantil-e - Daro - Junob - Looc - Mangnao-Canal - Motong - Piapi - Barangay 1 (Tinago) - Barangay 2 (Upper Lukewright) | - Barangay 3 (Business section) - Barangay 4 (Rizal Boulevard) - Barangay 5 (Silliman Area) - Barangay 6 (Cambagroy) - Barangay 7 (Mangga) - Barangay 8 (Cervantes Extension) - Pulantubig - Tabuctubig - Taclobo - Talay |